# Alexandra Kozlova
Alexandra Kozlova –en ruso, Александра Козлова– (24 de abril de 1997) es una deportista rusa que compite en halterofilia. Ganó una medalla de bronce en el Campeonato Europeo de Halterofilia de 2019, en la categoría de 59 kg.

## Palmarés internacional
| Campeonato Europeo | Campeonato Europeo | Campeonato Europeo | Campeonato Europeo |
| Año                | Lugar              | Medalla            | Categoría          |
| ------------------ | ------------------ | ------------------ | ------------------ |
| 2019               | Batumi (Georgia)   | Medalla de bronce  | 59 kg              |